# Hot Springs National Park
Hot Springs National Park  er en nationalpark i delstaten Arkansas i USA. Parken blev etableret 4. marts 1921, og er på 22 km². De vigtigste attraktioner i nationalparken er de varme kilder og kulturminderne knyttet til brugen af dem. Den er den mindste nationalpark i USA. Området er først og fremmest skovområder. De varme kilder giver et egnet habitat for løvskov som er domineret af eg. Enkelte af træerne er over 200 år gamle.
Parken har flere varme kilder, som flyder fra den vestlige skråning af Hot Springs Mountain som er en del af Ouachitabjergene. 
Folk i Arkansas har brugt det varme kildevand i de terapeutiske bade i mere end to hundrede år for at behandle lidelser som for eksempel reumatisme. Før parken blev nationalpark havde området udviklet sig til at blive et kendt feriested under navnet The American Spa. Flere af bygningerne fra kurbadperioden, herunder hele Bathhouse Row, er fredet som National Historic Landmark, som godt bevarede eksempler på Gilded Age-arkitektur.
Parken omfatter dele af byen Hot Springs og gør den dermed til en af de lettest besøgte nationalparker i hele USA. Det findes mange vandreruter og camping-områder i parken. Badning i det varme kildevand er tilgængelig i de godkendte anlæg.
Parken er blevet stadig mere populær de senere år og havde over 1,5 millioner besøgende i 2003. Der bor stadig mange medlemmer af flere forskellige indianerstammer i områderne rundt kilderne. Indianere har været samlet i dalen i over 8000 år for at udnytte  de helbredende egenskaber fra kilderne.